# طارق عزیز (هنرپیشه)
طارق عزیز (اردو: طارق عزیز؛ ۲۸ آوریل ۱۹۳۶ – ۱۷ ژوئن ۲۰۲۰) مجری اهل راج بریتانیا بود.